# Словарь образцового русского ударения
Слова́рь образцо́вого ру́сского ударе́ния — орфоэпический словарь русского языка, составленный доцентом кафедры стилистики МГУ к. ф. н. М. А. Штудинером и впервые изданный в 2004 году.

## Особенности издания
В словарь включены нарицательные имена и имена собственные (географические названия, фамилии, имена политиков, деятелей науки и культуры, спортсменов, названия СМИ, спортивных клубов, литературных и музыкальных произведений и т.п.).
По оформлению напоминает «Словарь трудностей…» Д. Э. Розенталя, при этом содержит несколько расхождений с ним, в частности, по наличию и чтению буквы ё. Помимо предпочтений ударения в русских
словах или иностранных фамилиях, в словарь включены случаи, когда буква е предпочтительно или же возможно читается как [э]. В русском языке есть группа слов, привычное ударение в которых почти во всех словарях отмечено как устаревшее (например, жерло́ — якобы современный вариант, а же́рло — устаревший, бакт[Е]рия — современное произношение, бакт[э]рия — устарелое). Штудинер даёт же́рло и бакт[э]рия как основные варианты.
Если правило допускает более одного варианта ударения в словоформе, и это подтверждено культурной практикой, Штудинер тот вариант, который считает более предпочтительным для произнесения в эфире (когда диктор может произнести слово только с одним вариантом ударения одновременно), отмечает подчёркиванием.
Словарь не является нормативным в обычном понимании этого слова, поскольку не является выборкой из какого-либо официально нормативного словаря.
Некоторые утверждения автора расходятся с другими авторитетными словарями, например: го́нящийся и гоня́щийся (Штудинер); гоня́щийся (Лопатин).

## Критика
Фрагменты радиопередачи, отображающие лексикографический подход автора:

К. ЛАРИНА: Я ещё одно слово нашла, которое по-разному преподносится в словарях: «обере́г» у вас и «о́берег», то есть два варианта.
М. ШТУДИНЕР: А как вы сами говорите?
К. ЛАРИНА: Я говорю «обере́г», поэтому удивилась, когда в «Словаре XXI века» увидела только один вариант — «о́берег».
М. ШТУДИНЕР: Так давали все словари. Мне очень трудно решиться на какое-то изменение. Я должен собрать материал большой, услышать, что люди, которые очень хорошо владеют русским литературным языком, уже употребляют эти варианты. И тогда я решаюсь пойти против всех словарей.

М. ШТУДИНЕР: …Замминистра очень обрадовался, что ничего менять не нужно. Мы попрощались. И через минуты две позвонил разъярённый референт, потребовал, чтобы я назвал своё имя, должность, звание, а потом у меня спрашивает: «Почему вы устанавливаете такую норму?» Я не стал ему объяснять, что нормы языковеды не устанавливают, что нормы формируются стихийно, в речевой практике, и лингвисты только наблюдают, фиксируют то, как говорят многие культурные люди, фиксируют употребление.

М. КОРОЛЕВА: Это всё прекрасно. Но потом появляется словарь. Получается, что вы в нём зафиксировали, а потом вы этот словарь выпустили. Вот есть «Словарь образцового русского ударения». Вы настаиваете уже на том, что там содержится образец, эталон. И получается, что эти нормы начинают навязываться.

М. КОРОЛЕВА: То есть им начинают уже диктовать. Правильно? С того момента, как эти нормы зафиксированы и вышли в словаре, они начинают диктовать?
М. ШТУДИНЕР: Они влияют. Но людям ничего нельзя навязать. Посмотрите, все словари, например, кроме моего, называют актера или роль характе́рными — характе́рная роль… Не только актёры, но все нормальные люди говорят «хара́ктерная роль».
К. ЛАРИНА: Потому что «характе́рный» — это совсем другой смысл.

М. ШТУДИНЕР: Да, сейчас это в другом значении употребляется. Но посмотрите словари современные, они дают… Я старался в своём словаре не давать того, чего нет в жизни, это один принцип. В идеале кодификация должна быть абсолютно адекватной норме.